# Moderat
Moderat est une formation musicale réunissant les producteurs de musique électronique berlinois Modeselektor et Apparat soit Gernot Bronsert et Sebastian Szary de Modeselektor, et Sascha Ring, d'Apparat.

## Biographie
En 2002, ils enregistrent l'EP Auf Kosten Der Gesundheit, produit par le label Bpitch Control d'Ellen Allien.
Le trio se réunit de nouveau en 2008, pour aboutir à la sortie en avril 2009 d'un album intitulé Moderat.
En 2011, Moderat apparait dans la BO d'Americano, de Mathieu Demy. En 2012, le titre A new error apparait dans la BO de Laurence Anyways, de Xavier Dolan.
Leur deuxième album II sort en 2013.
En 2016, le troisième album, III, est publié.
En août 2017, le groupe annonce sa séparation pour une durée indéterminée afin de se consacrer à nouveau à leurs projets respectifs une fois que leur tournée sera terminée.
Le 15 octobre 2021, Moderat sort du silence avec une courte vidéo postée sur les réseaux sociaux avec le message "MORE D4TA". Deux concerts, un au Sónar et l'autre à Berlin, ont été annoncés dans la foulée.